# Kurt Busch
Kurt Thomas Busch (ur. 4 sierpnia 1978) – amerykański kierowca wyścigowy. Obecnie startuje w amerykańskich wyścigach NASCAR, w serii Sprint Cup Series, w której zdobył tytuł mistrzowski w 2004 roku. Wcześniej startując w niższej serii NASCAR - Craftsman Truck Series - zdobył tytuł wicemistrza w roku 2000.
W głównej serii, Sprint Cup Series, do końca sezonu 2010 zanotował 22 zwycięstwa w 364 wyścigach. Jako jeden z zaledwie 21 kierowców ma zwycięstwa w Sprint Cup Series, Nationwide Series i Camping World Truck Series. Jest starszym bratem innego z kierowców NASCAR - Kyle’a Buscha.
Od sezonu 2011 będzie jeździł Dodge'em Charger'em Shell/Pennzoil z numerem 22 dla zespołu Penske Racing.